# Meis (warenhuis)
Meis, ook bekend als Meis of Illiana, was een warenhuis gevestigd in Terre Haute, Indiana, Verenigde Staten. De keten bestond van 1928 tot 1989 en had op het hoogtepunt 11 winkels. In 1989 verkocht de keten de meeste vestigingen aan de warenhuisketen Elder-Beerman.

## Geschiedenis
Lucien Meis en Salo Levite richtten in 1928 het warenhuis Meis op in het centrum van Terre Haute, Indiana. Deze winkel bleef open tot eind jaren zeventig. Meis exploiteerde ook andere winkels in Terre Haute in de Honey Creek Mall, in het Plaza North en in The Meadows. De keten had ook een spijkerbroekenwinkel genaamd The Bottom Half. Beide bedrijven werden in 1972 verkocht aan Brown Shoe Company (sinds 2015 Caleres).
Er waren daarnaast winkels in Anderson, Kokomo, Marion en Elkhart, Indiana; Carbondale, Danville en Mattoon, Illinois; en Paducah, Kentucky.
De Brown Group verkocht de Meis-keten, die toen uit tien winkels bestond, in 1989 aan Elder-Beerman.